# ぺ

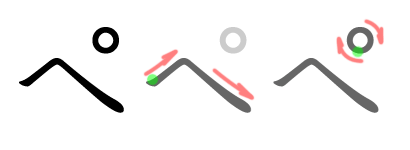
「ぺ」の筆順

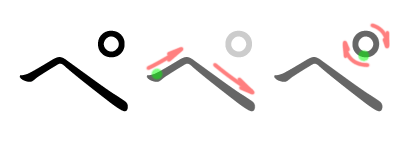
「ペ」の筆順

ぺ（ひらがな）、ペ（カタカナ）は、日本語の音節のひとつであり、仮名のひとつ。1モーラを形成する。へ、ヘに半濁点をつけた文字となる。
- 現代標準語の音韻: 1子音と1母音「え」から成る音。両唇を閉じてから開く破裂音。無声子音。
- 発音： ぺ[ヘルプ/ファイル]

## ぺ に関わる諸事項
- 「ペー」や「ぺーぺー」は、平社員や初心者、新米であることを示す。平安期の言葉で、薄いものや軽いものを表す「へへやかなり」が語源という考え方がある[1]。
- 「ぺ」は、方言で語尾につけることにより、対象の人を示す。（いなかっぺ）
- 日本のコメディアン・加藤茶（ザ・ドリフターズ）の代表的なギャグに「（加トちゃん）ペッ!」がある[2]。
- 日本のお笑い芸人・斎藤司（トレンディエンジェル）の持ちギャグにも「ペッ」「ペッペッペー」というものがある[3]。
- 朝鮮人の姓のひとつに「裵」（ペ）がある。